# Linea Kintetsu Minami-Ōsaka
La linea Kintetsu Minami-Osaka (近鉄南大阪線?, Kintetsu Minami-Osaka-sen) è una linea ferroviaria giapponese privata gestita dalle Ferrovie Kintetsu che collega la città di Ōsaka con Kashihara, nella prefettura di Nara, passando per diversi sobborghi della parte meridionale di Osaka. A differenza delle altre linee delle ferrovie Kintetsu, lo scartamento è ridotto, di 1067 mm. La linea possiede 3 diramazioni.

## Storia
La prima sezione della linea aprì nel 1898 con la sezione fra Kashiwara e Furuichi, realizzata dalla Compagnia ferroviaria Kayō (河陽鉄道?, Kayō Tetsudō). The next year Kanan Railway Co., Ltd. (河南鉄道?, Kanan Railway) took over the line, then the company renamed itself Osaka Railway Co., Ltd. (大阪鉄道?, Osaka Tetsudō). La compagnia realizzò poi l'accesso al centro di Osaka e venne completata nel 1923, inclusa l'elettrificazione a 1500 V in corrente continua, il più potente all'epoca disponibile in Giappone. In seguito venne estesa alla prefettura di Nara, con l'estensione all'attuale capolinea di Kashiharajingū-mae attivata nel 1929. Con l'occasione partirono anche i servizi diretti sulla  ferrovia di Yoshino (吉野鉄道?, Yoshino Tetsudō), in seguito assorbita dalla Kintetsu diventando la linea Kintetsu Yoshino. L'intero percorso all'epoca era in concorrenza con l'attuale linea Kintetsu Ōsaka fino all'unione, nel 1943,  fra la Ferrovia di Osaka e la Compagnia ferroviaria Kayō, che insieme diventarono le Ferrovie elettriche Kansai Kyūkō (関西急行鉄道?, Kansai Kyūkō Tetsudō), il predecessore della Kintetsu.

## Operazioni
Alcuni treni continuano sulle linee Nagano e Yoshino, altri corrono fra Furuichi e Gose sulla linea Gose, e ancora da Gose ad Osaka Abenobashi. I treni locali percorrono il tratto fra Osaka e Fujiidera o Furuichi e fra Furuichi e Kashiharajingū-mae (compresi i treni con solo capotreno fra Furuichi e Kashiharajingū-mae).

### Servizi ferroviari
- L Locale (普通?, Futsū) ferma in tutte le stazioni (non indicati nella tabella)
- SES: Semiespresso (準急?, Junkyū)
- ES: Espresso Suburbano (区間急行?, Kukan-Kyūkō)
- EX: Espresso (急行?, Kyūkō)
- ER: Espresso Rapido (快速急行?, Kaisoku-Kyūkō) Servizio attivo in primavera
- EL:  Espresso Limitato (特急?, Tokkyū)

### Stazioni
- Fermate
  - Locale: ferma in tutte le stazioni (non indicato
- SE, ES, EX, ER: fermano dove indicato da "●" e passano dove presente "｜"

| Stazione                  | Giapponese   | Distanza interst. | Distanza totale | SE | ES | EX ER | Collegamenti                                                                                            | Posizione | Posizione                 |
| ------------------------- | ------------ | ----------------- | --------------- | -- | -- | ----- | --- | --------- | ------------------------- |
| Ōsaka-Abenobashi          | 大阪阿部野橋 | -                 | 0.0             | ●  | ●  | ●     | ■ Linea Yamatoji ■ Circolare Osaka ■ Linea Hanwa Linea Midōsuji Linea Tanimachi (Tennōji) Linea Uemachi | Osaka     | Osaka Abeno-ku            |
| Koboreguchi               | 河堀口       | 1.0               | 1.0             | ｜ | ｜ | ｜    | | Osaka     | Osaka Abeno-ku            |
| Kita-Tanabe               | 北田辺       | 1.1               | 2.1             | ｜ | ｜ | ｜    | | Osaka     | Osaka Higashisumiyoshi-ku |
| Imagawa                   | 今川         | 0.6               | 2.7             | ｜ | ｜ | ｜    | | Osaka     | Osaka Higashisumiyoshi-ku |
| Harinakano                | 針中野       | 1.1               | 3.8             | ｜ | ｜ | ｜    | | Osaka     | Osaka Higashisumiyoshi-ku |
| Yata                      | 矢田         | 1.3               | 5.1             | ｜ | ｜ | ｜    | | Osaka     | Osaka Higashisumiyoshi-ku |
| Kawachi-Amami             | 河内天美     | 2.2               | 7.3             | ｜ | ｜ | ｜    | | Osaka     | Matsubara                 |
| Nunose                    | 布忍         | 1.0               | 8.3             | ｜ | ｜ | ｜    | | Osaka     | Matsubara                 |
| Takaminosato              | 高見ノ里     | 0.8               | 9.1             | ｜ | ｜ | ｜    | | Osaka     | Matsubara                 |
| Kawachi-Matsubara         | 河内松原     | 0.9               | 10.0            | ●  | ｜ | ｜    | | Osaka     | Matsubara                 |
| Eganoshō                  | 恵我ノ荘     | 1.6               | 11.6            | ｜ | ｜ | ｜    | | Osaka     | Habikino                  |
| Takawashi                 | 高鷲         | 1.0               | 12.6            | ｜ | ｜ | ｜    | | Osaka     | Habikino                  |
| Fujiidera                 | 藤井寺       | 1.1               | 13.7            | ●  | ｜ | ｜    | | Osaka     | Fujiidera                 |
| Hajinosato                | 土師ノ里     | 1.9               | 15.6            | ●  | ｜ | ｜    | | Osaka     | Fujiidera                 |
| Dōmyōji                   | 道明寺       | 0.7               | 16.3            | ●  | ｜ | ｜    | Linea Kintetsu Dōmyōji                                                                                  | Osaka     | Fujiidera                 |
| Furuichi                  | 古市         | 2.0               | 18.3            | ●  | ●  | ●     | Linea Kintetsu Nagano                                                                                   | Osaka     | Habikino                  |
| Komagatani                | 駒ヶ谷       | 1.7               | 20.0            | ●  | ｜ | ｜    | | Osaka     | Habikino                  |
| Kaminotaishi              | 上ノ太子     | 2.0               | 22.0            | ●  | ｜ | ｜    | | Osaka     | Habikino                  |
| Nijōzan                   | 二上山       | 5.3               | 27.3            | ●  | ｜ | ｜    | | Nara      | Kashiba                   |
| Nijō-jinjaguchi           | 二上神社口   | 1.1               | 28.4            | ●  | ｜ | ｜    | | Nara      | Katsuragi                 |
| Taimadera                 | 当麻寺       | 2.0               | 30.4            | ●  | ｜ | ｜    | | Nara      | Katsuragi                 |
| Iwaki                     | 磐城         | 0.7               | 31.1            | ●  | ｜ | ｜    | | Nara      | Katsuragi                 |
| Shakudo                   | 尺土         | 1.2               | 32.3            | ●  | ●  | ●     | Linea Kintetsu Gose                                                                                     | Nara      | Katsuragi                 |
| Takadashi                 | 高田市       | 1.9               | 34.2            | ●  | ●  | ●     | | Nara      | Yamatotakada              |
| Ukiana                    | 浮孔         | 1.4               | 35.6            | ●  | ●  | ｜    | | Nara      | Yamatotakada              |
| Bōjō                      | 坊城         | 1.2               | 36.8            | ●  | ●  | ｜    | | Nara      | Kashihara                 |
| Kashiharajingū-nishiguchi | 橿原神宮西口 | 1.7               | 38.5            | ●  | ●  | ｜    | | Nara      | Kashihara                 |
| Kashiharajingū-mae        | 橿原神宮前   | 1.2               | 39.7            | ●  | ●  | ●     | Linea Kintetsu Yoshino Linea Kintetsu Kashihara                                                         | Nara      | Kashihara                 |